# Anschlag in London am 19. Juni 2017
Beim Anschlag in London am 19. Juni 2017 tötete ein Mann bei einer Amokfahrt mit einem Lieferwagen eine Person und verletzte zehn weitere Menschen nahe der Finsbury Park Moschee im Norden der britischen Hauptstadt.
Der 47-jährige Attentäter, Darren Osborne aus Cardiff, wurde nach dem Angriff festgenommen. Als Tatmotiv gab er „Islamhass“ an.

## Reaktionen
Die britische Premierministerin Theresa May sprach von einem „schrecklichen Vorfall“. Ihre Gedanken seien bei den Opfern und deren Angehörigen. Der Vorsitzende der oppositionellen Labour-Partei, Jeremy Corbyn, erklärte, er sei „vollkommen schockiert“.

## Verurteilung
Der Angeklagte Darren Osborne, welcher schon 33 Vorstrafen erhalten hatte, wurde neben Mordes und Mordversuchs auch wegen weiterer Straftaten (Einbrüche, Diebstähle, Drogenbesitz und Verkehrsdelikte andernorts) am 2. Februar 2018 vom Woolwich Crown Court zu einer lebenslangen, mindestens 43-jährigen Haftstrafe verurteilt. Der voll geständige Angeklagte zeigte keine Reue und wollte eigentlich den Labour-Politiker Corbyn ermorden, hatte sich dann aber spontan anders entschlossen. Als Motiv gab er Islamhass an.